# 史丹森大學
史丹森大学（英語：Stetson University），或译斯泰森大学、斯坦森大学，是位於美國佛罗里达州德蘭的一所私立大学，2018年《美國新聞與世界報道》將其列在南方地区大学排名中的第5位。它主校区位于德兰，但法学院位于佛罗里达格爾夫波特，其辩护学位列全美第一。

## 校区

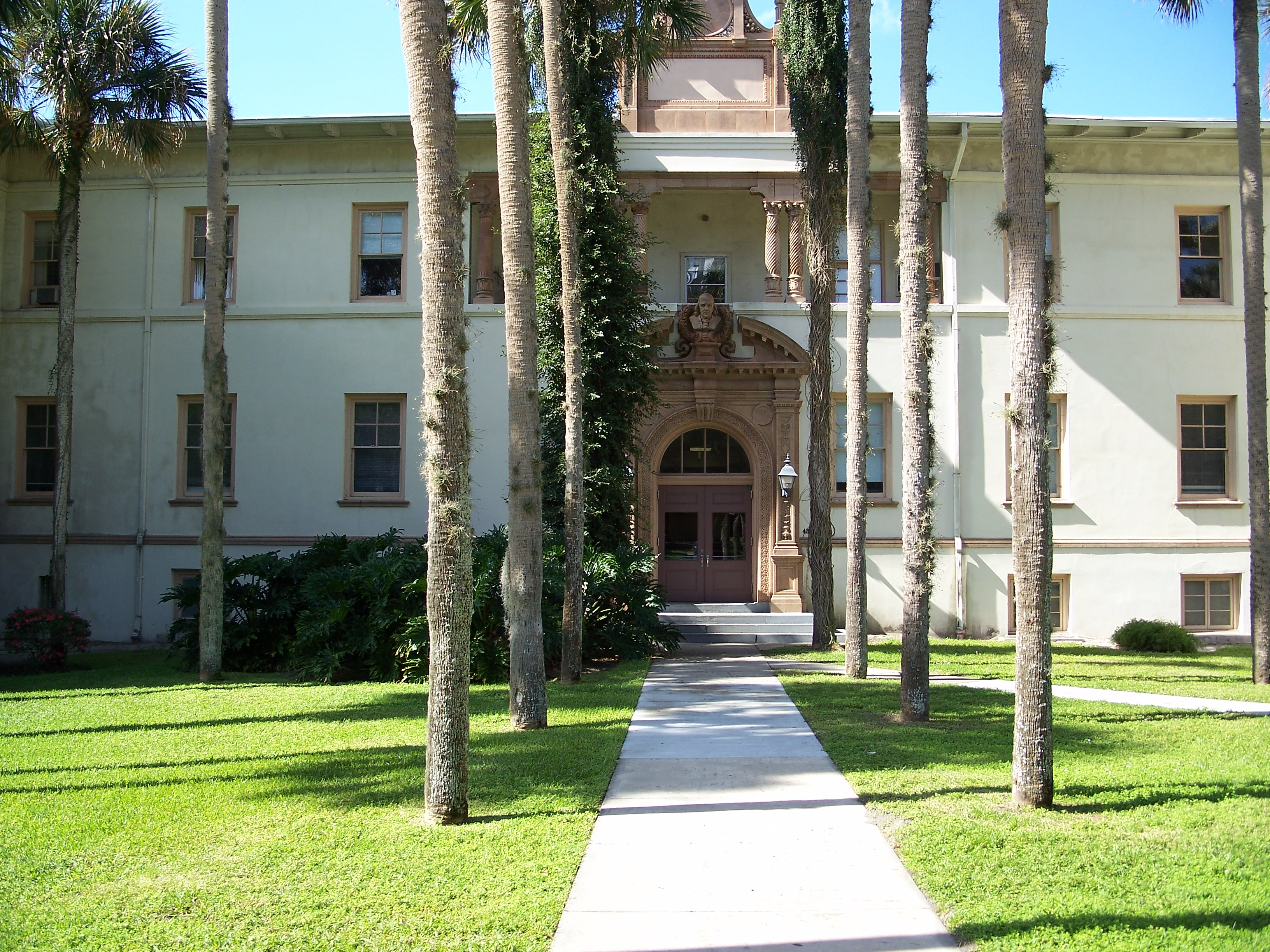
Flagler Hall

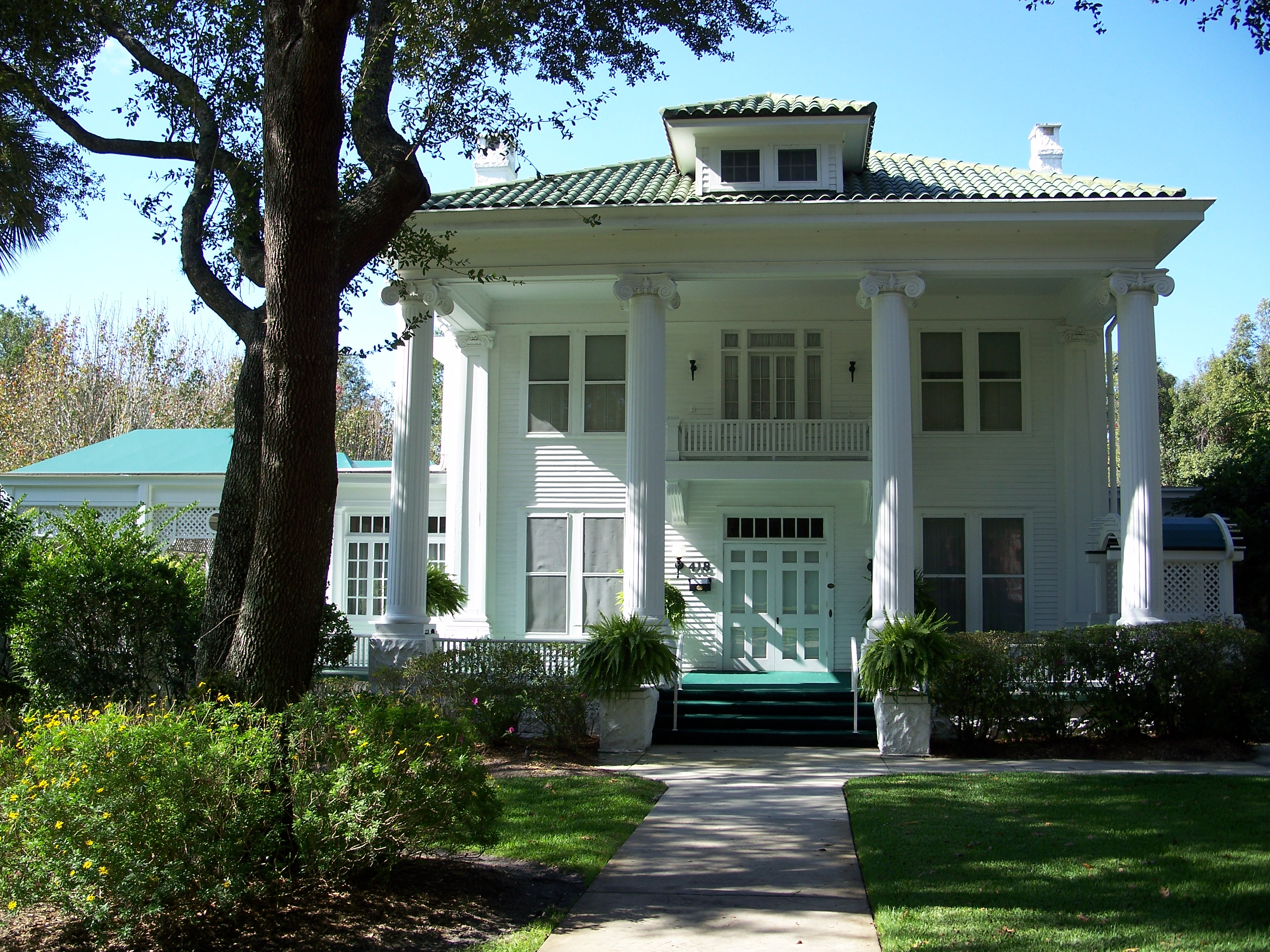
President's House

该大学的艺术与科学学院、商学院、音乐学院和绝大多数研究生项目都在德兰的主校区授课，校区面积约175英畝（0.71平方）。

## 扩展阅读
- Lycan, Gilbert L. . DeLand, Florida: Stetson University Press. 1983.